# Madame Noir
Madame Noir es un espectáculo de Mónica Naranjo, una obra musical basada en los backstages de los años 40 y 50 del cine negro. La gira comenzó el 27 de mayo de 2011 en Madrid y continuó por España y América, acompañada por el músico Pepe Herrero al piano, Luis Aliaga, José Martínez (Tracy), Gilberto Yáñez como actores y dirigida por Vanessa José.

## Repertorio de la gira
1. Silencio, se rueda (intro teatral)
2. Lágrimas de escarcha
3. Miedo
4. Mi vida por un hombre
5. Para siempre
6. El admirador (pasaje teatral)
7. E poi
8. Ahora, ahora
9. Cry me a river
10. E penso a te
11. Enamorada
12. Abismo
13. El paparazzi (pasaje teatral)
14. Insensatez
15. Balada para mi muerte
16. Nessun Dorma
17. Sola, fin del rodaje (final teatral)

## Fechasde la gira
| Europa                                   |                   |                |                                              |
| 27 de mayo de 2011                       | Madrid            | España         | Teatro Coliseum                              |
| 28 de mayo de 2011                       | Madrid            | España         | Teatro Coliseum                              |
| 3 de junio de 2011                       | Granada           | España         | Palacio Congresos                            |
| 4 de junio de 2011                       | Roquetas de Mar   | España         | Teatro Auditorio                             |
| 11 de junio de 2011                      | Barcelona         | España         | Auditorio de Barcelona                       |
| 6 de julio de 2011                       | Málaga            | España         | Teatro Cervantes                             |
| 9 de julio de 2011                       | Palma de Mallorca | España         | Trui Teatre                                  |
| 9 de septiembre de 2011 16 de septiembre | Salamanca Guaro   | España         | Multiusos Sánchez Paraíso Luna mora          |
| 17 de septiembre de 2011                 | Murcia            | España         | Auditorio Víctor Villegas                    |
| 1 de octubre de 2011                     | Las Palmas        | España         | Auditorio Alfredo Kraus                      |
| 2 de octubre de 2011                     | Las Palmas        | España         | Auditorio Alfredo Kraus                      |
| 14 de octubre de 2011                    | Zaragoza          | España         | Auditorio Sala Mozart                        |
| 22 de octubre de 2011                    | Valencia          | España         | Palacio de la Música y Congresos de Valencia |
| 29 de octubre de 2011                    | Pamplona          | España         | Baluarte                                     |
| 5 de noviembre de 2011                   | Ibi               | España         | Teatro Rio                                   |
| 26 de noviembre de 2011                  | Vigo              | España         | Palacio de los Congresos                     |
| 12 de noviembre de 2011                  | La Coruña         | España         | Palacio de la Ópera                          |
| 19 de enero de 2012                      | Badajoz           | España         | Teatro López de Ayala                        |
| 23 de enero de 2012                      | Madrid            | España         | Teatro Coliseum                              |
| 26 de enero de 2012                      | Barcelona         | España         | Teatre Coliseum                              |
| 11 de febrero de 2012                    | Elche             | España         | Gran Teatro                                  |
| 12 de febrero de 2012                    | Elche             | España         | Gran Teatro                                  |
| América                                  |                   |                |                                              |
| 24 de febrero de 2012                    | Nueva York        | Estados Unidos | Teatro Manhattan Center                      |
| 26 de febrero de 2012                    | Los Ángeles       | Estados Unidos | Orpheum Theatre                              |
| 28 de febrero de 2012                    | San Francisco     | Estados Unidos | Warfield Theatre                             |
| 1 de marzo de 2012                       | Ciudad de México  | México         | Teatro Metropólitan                          |
| 2 de marzo de 2012                       | Ciudad de México  | México         | Teatro Metropólitan                          |
| 4 de marzo de 2012                       | Guadalajara       | México         | Auditorio Telmex                             |

- Datos: Q5561191